# 吱吱滚动游戏
吱吱滚动游戏是日本的传统儿童游戏，同时也指在游戏时所唱的儿歌。有说是来自运茶道的儿歌，也有说此儿歌是戏谑未成年人性行为的歌。

## 歌词日文原文
ずいずいずっころばし

ごまみそずい
茶壺に追われて

とっぴんしゃん
抜けたら、どんどこしょ
俵のねずみが

米食ってちゅう、

ちゅうちゅうちゅう
おっとさんがよんでも、

おっかさんがよんでも、

行きっこなしよ
井戸のまわりで、

お茶碗欠いたのだぁれ

## 歌词大意及出处
歌词大意是有说吱吱地擦芝麻味噌，茶壶道中就会来，此时人们都要在家中关门闭户，悄悄度过。茶壶道中指的是向将军进献新茶的队伍。当此队伍经过时，为了不惊扰部队，普通庶民必须多加注意，并告诫小孩，哪怕父母在外呼唤也不能开门外出。当队伍走过后，人们终于可以松一口气。但在家中安静潜伏的时候，甚至能听到偷米老鼠的叫声以及远处井边打碎碗盘的声音。
另一方面，也有学者认为，这首歌中暗含了性暗示。茶壶意指女性，男子被女子追回家中，关门闭户的说法也有。

## 游戏规则
参加游戏的人，将自己的手圈成一个筒状。食指和拇指相对，中间留出空隙。一个人一边唱歌，一边跟着节拍将手指顺次 插入每个人的手握成的筒中。当歌唱完后，手指留在谁的手里，谁就输了。常用于为其他游戏选出一个特殊角色，例如捉迷藏中找人的人。